# Bystrom
Pour les articles homonymes, voir Bystrom (homonymie).
Bystrom est une census-designated place du comté de Stanislaus, dans l’État de Californie, aux États-Unis. Sa population s’élevait à 4 008 habitants lors du recensement de 2010.

## Démographie
| 2000  | 2010  | - | - | - | - |
| ----- | ----- | - | - | - | - |
| 4 518 | 4 008 | - | - | - | - |

## Source
- (en) Cet article est partiellement ou en totalité issu de l’article de Wikipédia en anglais intitulé « Bystrom, California » (voir la liste des auteurs).

1. ↑  « Statistiques des États-Unis - Californie - Profils des communautés de 2010 » (consulté en novembre 2020)